# Łodzikowce
Łodzikowce, łodzikowate (Nautiloidea, od gr. nautilos – żeglarz), czasami określane też nazwą łodziki – podgromada głowonogów (Cephalopoda) okrytych wielokomorową, pękatą, płaskospiralnie zwiniętą muszlą, znana od późnego kambru (rodzaj Plectronoceras), a przeżywająca swój rozkwit w paleozoiku. Do czasów współczesnych dotrwało jedynie kilkanaście gatunków – dawniej powszechnie określanych mianem żywej skamieniałości, choć są to wyspecjalizowane i nowoczesne, w skali ewolucyjnej, zwierzęta. Mają 2 pary skrzeli, dlatego dawniej nazywane były głowonogami czteroskrzelnymi (Tetrabranchiata). Inną synonimiczną nazwą spotykaną w literaturze jest Ectocochlia – zewnątrzmuszlowce. Przykładowym przedstawicielem tej grupy zwierząt jest współcześnie żyjący łodzik piękny (Nautilus pompilius). Łodziki są poławiane w rybołówstwie ze względu na jadalne mięso oraz dla muszli, które są wykorzystywane lokalnie jako naczynia oraz do wyrobu ozdób.

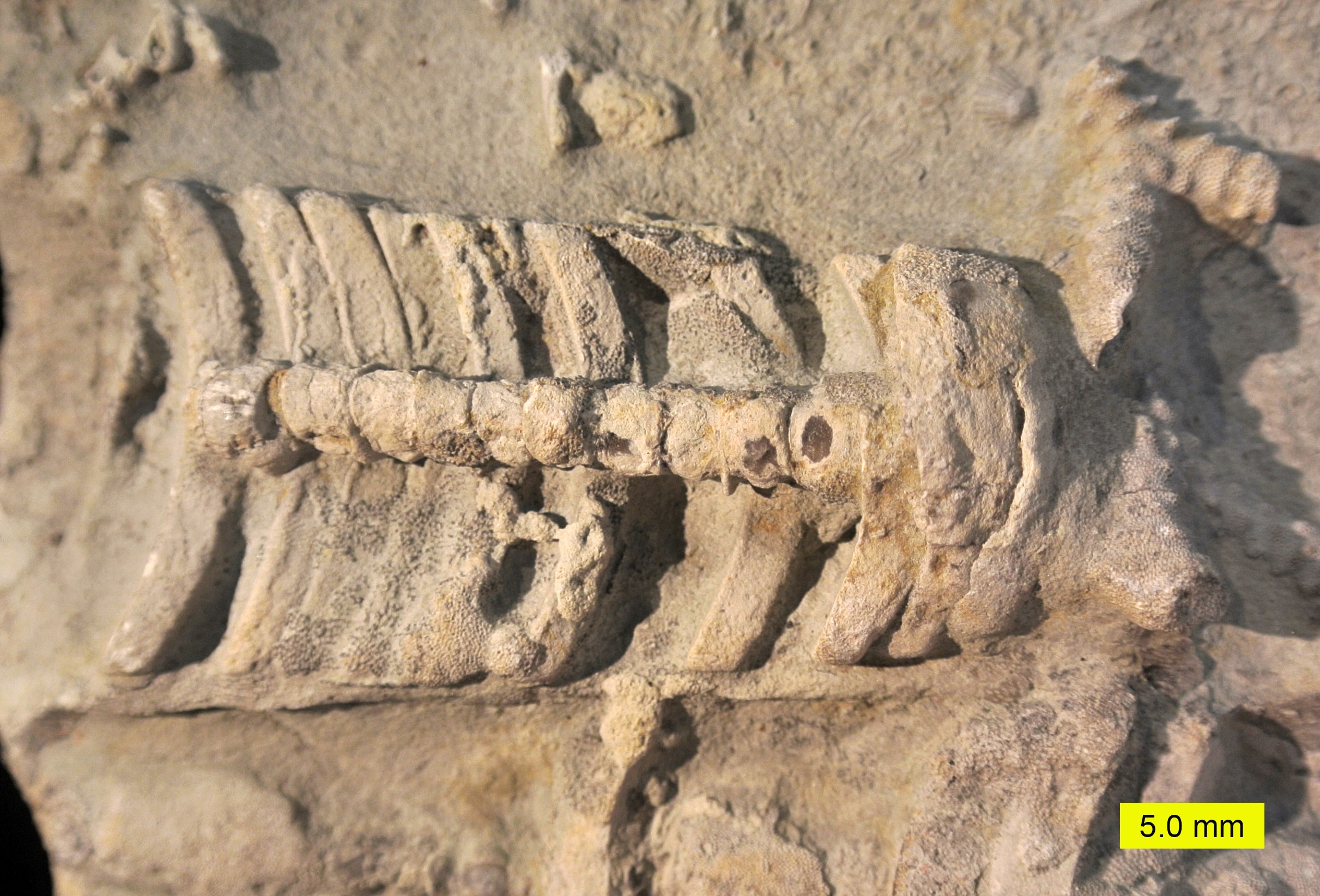
Skamieniałość łodzikowca z górnego ordowiku północnego Kentucky

Pierwsze łodzikowce znane są od kambru, jednak wielki rozwój i radiacja łodzikowców miała miejsce w ordowiku. Bardzo szybko stały się one istotnym składnikiem morskiej biocenozy, a w ordowiku i sylurze były dominującą grupą wśród nektonu. Do najważniejszych grup ówczesnych łodzikowców zalicza się endoceratidy i ortoceratidy. Formy paleozoiczne cechowały się przeważnie prostą, rurowatą muszlą dochodzące nawet do kilku metrów długości lub muszlą płaskospiralną, ale z niestykającymi się skrętami, ewentualnie ze skrętami rozprostowującymi się w dorosłym stadium rozwoju (np. Lituites). Takie formy muszli utrzymały się, choć podrzędnie, aż do triasu. W mezozoiku i kenozoiku łodzikowce miały muszle zwinięte w płaską spiralę, przeważnie inwolutną. Wymieranie kredowe doprowadziło do upadku łodzikowatych, które w kenozoiku stały się stopniowo grupą reliktową. W eocenie zasiedlały jeszcze, choć już niezbyt licznie, morza całego świata, ale w neogenie wymarły w większości akwenów.

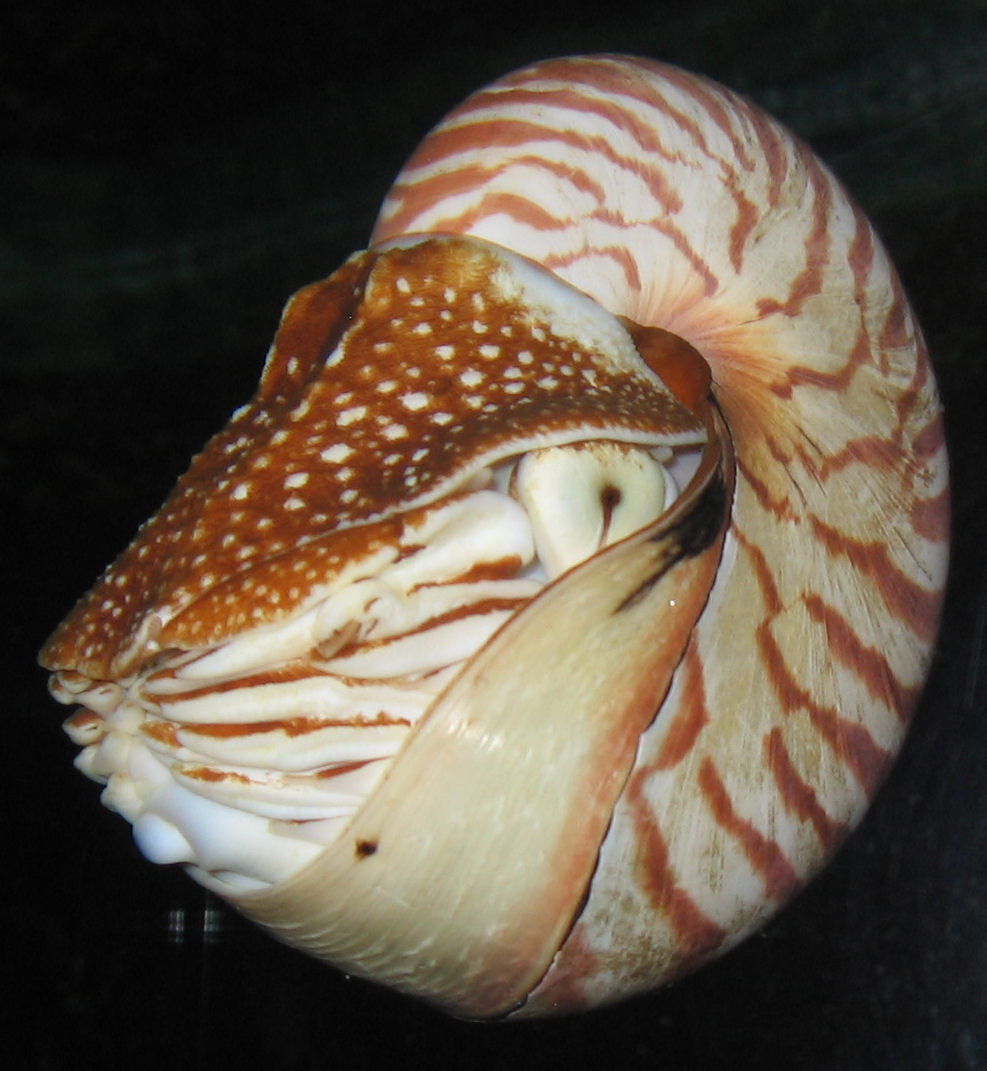
Łodzik piękny (Nautilus pompilius)

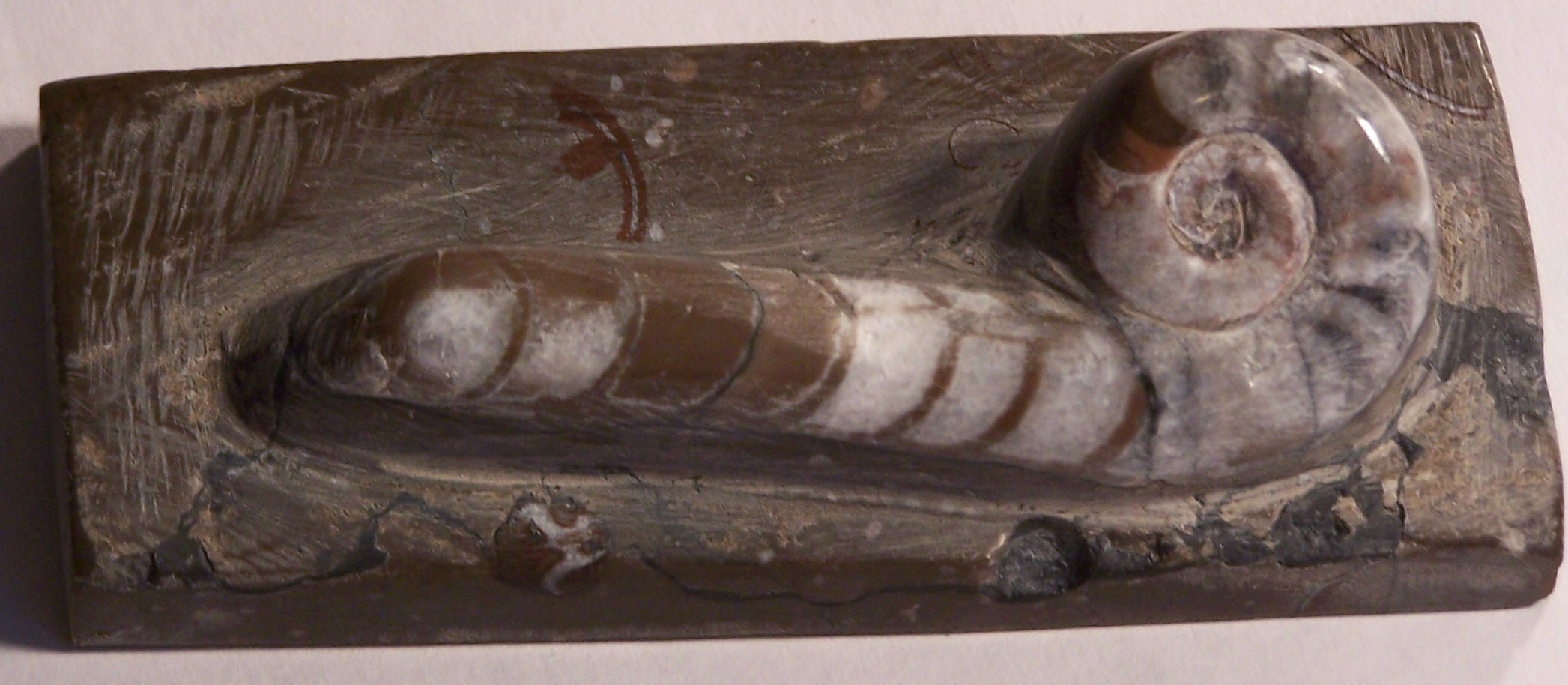
Skamieniały ordowicki łodzik z chińskiej prowincji Hunan

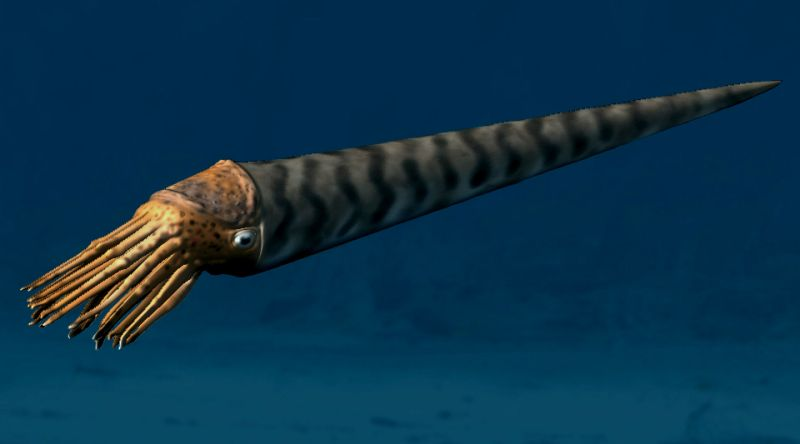
Większość kopalnych łodzików była drapieżna i miała wyprostowane muszle. Rekonstrukcja ordowickiego łodzika z rzędu Orthoceratida.

Znanych jest około 2500 kopalnych gatunków łodzikowców, także ze stanowisk w Polsce, oraz kilkanaście współcześnie żyjących.
Gatunki współczesne pojawiły się najwyżej 5–1 mln lat temu, dlatego nazywanie ich żywymi skamieniałościami jest niewłaściwe, czego dowodzą współczesne badania wykazujące pojawienie się u nich wielu adaptacji. Zaliczane są do rodzajów Nautilus i Allonautilus w rodzinie Nautilidae w obrębie rzędu Nautilida – łodziki.
Z jednej z grup łodzikowców, zwanych baktrytami wyodrębniły się we wczesnym dewonie amonity, zaś w triasie belemnity (obydwie grupy wymarły wraz z końcem kredy). Także z łodzikowców wyodrębniły się wymarłe w jurze aulakoceratidy, jak i żyjące do dziś głowonogi, takie jak mątwy, kalmary i ośmiornice. Jednak wygląd dzisiejszych łodzików o spiralnie zwiniętych muszlach tylko pozornie koresponduje z podobnym planem budowy amonitów. Dokładniejsze badania anatomiczne dowiodły, że spiralność dzisiejszych łodzików powstała stosunkowo niedawno i ewolucyjnie jest zdarzeniem zupełnie niezależnym od rozwoju niezwykle licznej grupy zwierząt jaką w mezozoiku były amonity.

## Systematyka łodzikowców
Łodzikowce dzieli się na kilka rzędów, z których tylko jeden jest reprezentowany przez gatunki żyjące obecnie:
- † Rząd Endocerida (Teichert, 1933)
  - † Podrząd Ellesmeroceratina (Flower, 1950)
  - † Podrząd Endoceratina (Teichert, 1933)
- † Rząd Tarphyceratida (Flower, 1950)
- † Rząd Discosorida (Flower, 1950)
- † Rząd Oncoceratida (Flower, 1950)
- † Rząd Orthoceratida (Kuhn, 1940)
  - † Podrząd Orthoceratina (Kuhn, 1940)
  - † Podrząd Lituitina (Dzik, 1984)
- Rząd Nautilida (Agassiz, 1847)